# Друга напівлегка вага в боксі
Друга напівлегка вага (англ. super featherweight) — вагова категорія в боксі. Виступають боксери до 59 кг.(130 фунтів).

## Чемпіони
(станом на 02.06.2025)
Чоловіки
| Організація | Дата здобуття     | Чемпіон            | Рекорд           | Захисти |
| ----------- | ----------------- | ------------------ | ---------------- | ------- |
| WBA         | 25 листопада 2023 | Ламонт Роуч        | 25-1-1 (10 KO)   | 1       |
| WBC         | 2 листопада 2024  | О'шакі Фостер      | 23–3 (12 KO)     | 0       |
| IBF         | 28 травня 2025    | Едуардо Нуньєс     | 28–1 (27 KO)     | 0       |
| WBO         | 3 лютого 2023     | Емануель Наваррете | 39-2–1-1 (32 KO) | 3       |

Жінки
| Організація | Дата здобуття     | Чемпіон            | Рекорд        | Захисти |
| ----------- | ----------------- | ------------------ | ------------- | ------- |
| WBA         | 15 серпня 2013    | Хен Мі Чой         | 19-0-1 (5 KO) |         |
| WBC         | 13 листопада 2021 | Алісія Баумгарднер | 12-1 (7 KO)   |         |
| IBF         | 5 листопада 2021  | Мікаела Майєр      | 17-0 (5 KO)   |         |
| WBO         | 31 жовтня 2020    | Мікаела Майєр      | 17-0 (5 KO)   |         |